# Lista de prefeitos de São Miguel das Matas
Esta é uma lista de prefeitos do município de São Miguel das Matas, no estado da Bahia. Na lista abaixo, estão os nomes, o período do mandato, a filiação partidária à época e observações. 37 mandatos já foram exercidos, tendo havido 2 casos de reeleição. O primeiro ocorreu nas eleições de 2004, quando o prefeito Reinaldo Andrade Sandes (PFL) venceu Manoel Alves Bonfim (PL). Manoel Alves foi o segundo a se reeleger, vencendo Reinaldo em 2012 pelo PDT.
O prefeito que obteve mais mandatos na história da cidade foi Ademário Villas-Boas, que governou São Miguel das Matas por 6 vezes entre 1951 e 1996, além de ter mantido seu grupo político no poder, através de aliados, por 45 anos consecutivos. Ademário voltou a se candidatar pela última vez nas eleições de 2008 pelo PDT, quando foi derrotado pelo opositor Manoel Alves Bonfim (PMDB).
José Renato Curvelo de Araújo (PDT), eleito em 2016, foi o primeiro prefeito a não conseguir se reeleger em São Miguel das Matas desde a instituição da reeleição no Brasil, perdendo o pleito de 2020 para o atual gestor Valdelino de Jesus Santos (PSDB). Conhecido como Zé Renato, ele também foi o prefeito menos votado em todo o país nas eleições daquele ano.
O cargo de prefeito no Brasil, foi criado em 11 de abril de 1835, pela assembleia provincial paulista, em reação aos amplos poderes conferidos pelo Código de Processo Criminal de 1832 às câmaras municipais. Seguiram o exemplo paulista seis províncias do nordeste brasileiro (Alagoas, Ceará, Maranhão, Paraíba, Pernambuco e Sergipe).
Sob a vigente ordem constitucional, essa designação é dada ao funcionário público do Poder Executivo municipal, que exerce seu cargo em função de uma legislatura (mandato), sendo para tanto eleito a cada quatro anos, podendo ser reeleito por mais 4 anos (segundo mandato).
Funções
O poder executivo municipal chefia a administração e comanda os serviços públicos, tendo como comandante o prefeito.
A partir da constituição brasileira de 1934, o cargo de prefeito passou a ser o único, em todo o Brasil, ao qual estão atribuídas as funções de chefe do poder executivo do governo local, em simetria aos chefes dos executivos da União e do estado, portanto, em forma monocrática. Este texto quer dizer que deverá haver harmonia e integração de ação entre as esferas envolvidas sem a intervenção de uma na outra, exceto nos casos previstos na Constituição Federal.
Eleições
O prefeito é eleito por sufrágio universal, secreto, direto, em pleito simultâneo em todo o País, realizado a cada quatro anos, no primeiro domingo de outubro.
E trinta dias após tem lugar o segundo turno, se o eleito em primeiro lugar não atingir 50% dos votos válidos mais um voto, no caso de municípios com mais de duzentos mil eleitores.
Conforme a legislação eleitoral atual no Brasil para tornar-se elegível, exige-se uma série de requisitos;
- Possuir nacionalidade brasileira ou portuguesa (neste caso, o cidadão português deve se encontrar amparado pelo Estatuto de Igualdade entre Portugueses e Brasileiros),
- Título de eleitor em dia e estar em gozo pleno do exercício dos direitos políticos,
- Domicilio eleitoral na circunscrição na qual o candidato se apresenta,
- Filiação partidária,
- Ser alfabetizado (tópico invalidado pela atual constituição brasileira de 1988),
- Desincompatibilização de cargo público — Se ocupa um cargo público deve sair seis meses antes das eleições e voltar caso possa só após seis meses ao pleito eleitoral,
- Renúncia de outro mandado até seis meses antes do pleito e não ser parente afim ou consangüíneo, até segundo grau, ou cônjuge de titular de cargo eletivo; pode, entretanto, ser candidato à reeleição (artigo 14 da Constituição),
- Ter idade mínima de 21 anos.

| N.º | Nome                          | Imagem | Partido                                          | Início do mandato       | Fim do mandato         | Observações                                       |
| --- | ----------------------------- | ------ | ------------------------------------------------ | ----------------------- | ---------------------- | ------------------------------------------------- |
| 1   | Augusto Rodrigues da Costa    |        | Partido Republicano Progressista PRP             | 8 de junho de 1891      | 31 de dezembro de 1891 | Intendente Primeiro mandato                       |
| 2   | Cónego Pompilio da Silva      |        | Partido Republicano Progressista PRP             | 1° de janeiro de 1892   | 31 de dezembro de 1903 | Intendente                                        |
| 3   | Augusto Rodrigues da Costa    |        | Partido Progressista PP                          | 1° de janeiro de 1904   | 31 de dezembro de 1907 | Intendente Segundo mandato                        |
| 4   | Francisco Félix Barreto       |        | Partido Progressista PP                          | 1° de janeiro de 1908   | 31 de dezembro de 1911 | Intendente                                        |
| 5   | Lidérico Cruz                 |        | Partido Progressista PP                          | 1° de janeiro de 1912   | 31 de dezembro de 1912 | Intendente                                        |
| 6   | Francisco Pinheiro de Matos   |        | Partido Progressista PP                          | 1° de janeiro de 1913   | 31 de dezembro de 1916 | Intendente                                        |
| 7   | João Rodrigues Cortes         |        | Partido Progressista PP                          | 1° de janeiro de 1917   | 31 de dezembro de 1920 | Intendente                                        |
| 8   | Tornaz de Souza Quadros       |        | Partido Republicano Progressista PRP             | 1° de janeiro de 1921   | 30 de junho de 1921    | Intendente                                        |
| 9   | Francisco Pinheiro de Matos   |        | Partido Republicano Progressista PRP             | 1 de julho de 1921      | 31 de dezembro de 1921 | Intendente                                        |
| 10  | Agapito Rodrigues de Quadros  |        | Partido Republicano Conservador PRC              | 1° de janeiro de 1922   | 31 de dezembro de 1925 | Intendente Primeiro mandato                       |
| 11  | Evaristo Costa Sampaio        |        | Partido Republicano Conservador PRC              | 1° de janeiro de 1926   | 31 de dezembro de 1927 | Intendente Primeiro mandato                       |
| 12  | Agapito Rodrigues de Quadros  |        | Partido Republicano Democrata da Bahia PRD       | 1° de janeiro de 1928   | 29 de novembro de 1930 | Intendente Segundo mandato                        |
| 13  | João de Souza Bittencourt     |        | Partido Republicano Democrata da Bahia PRD       | 29 de novembro de 1930  | 17 de novembro de 1933 | Intendente                                        |
| 14  | Ludgero Cidreira              |        | Partido Republicano Democrata da Bahia PRD       | 18 de novembro de 1933  | 26 de novembro de 1937 | Prefeito eleito por voto direto                   |
| 15  | Artur Moreira                 |        | Partido Republicano Democrata da Bahia PRD       | 27 de novembro de 1937  | 21 de janeiro de 1938  | Prefeito eleito por voto direto                   |
| 16  | Miguel Spínola Quadros        |        | Partido Republicano Democrata da Bahia PRD       | 22 de janeiro de 1938   | 24 de agosto de 1940   | Prefeito eleito por voto direto                   |
| 17  | Antônio Santos Nery           |        | Partido Republicano Baiano PRB                   | 25 de agosto de 1940    | 31 de dezembro de 1943 | Prefeito nomeado                                  |
| 18  | Agapito Rodrigues de Quadros  |        | Partido Republicano Baiano PRB                   | 1° de junho de 1944     | 21 de janeiro de 1948  | Prefeito eleito por voto direto Terceiro mandato  |
| 19  | Evaristo Costa Sampaio        |        | Partido Social Democrático PSD                   | 22 de janeiro de 1948   | 31 de janeiro de 1951  | Prefeito eleito por voto direto Segundo mandato   |
| 20  | Ademário Villas-Boas          |        | União Democrática Nacional UDN                   | 1° de fevereiro de 1951 | 6 de abril de 1955     | Prefeito eleito por voto direto Primeiro mandato  |
| 21  | Alyrio Athaide de Andrade     |        | União Democrática Nacional UDN                   | 7 de abril de 1955      | 7 de abril de 1959     | Prefeito eleito por voto direto                   |
| 22  | Ademário Villas-Boas          |        | União Democrática Nacional UDN                   | 7 de abril de 1959      | 7 de abril de 1963     | Prefeito eleito por voto direto Segundo mandato   |
| 23  | Manoel Lemos Sandes           |        | União Democrática Nacional UDN                   | 7 de abril de 1963      | 7 de abril de 1968     | Prefeito eleito por voto direto                   |
| 24  | Ademário Villas-Boas          |        | Aliança Renovadora Nacional ARENA                | 7 de abril de 1968      | 7 de abril de 1972     | Prefeito eleito por voto direto Terceiro mandato  |
| 25  | Juvenal dos Santos Nery       |        | Aliança Renovadora Nacional ARENA                | 7 de abril de 1970      | 7 de abril de 1972     | Prefeito eleito por voto direto                   |
| 26  | Ademário Villas-Boas          |        | Aliança Renovadora Nacional ARENA                | 7 de abril de 1972      | 31 de dezembro de 1978 | Prefeito eleito por voto direto Quarto mandato    |
| 27  | Antônio Souza Andrade         |        | Aliança Renovadora Nacional ARENA                | 1° de janeiro de 1978   | 31 de dezembro de 1982 | Prefeito eleito por voto direto Primeiro mandato  |
| 28  | Ademário Villas-Boas          |        | Partido Democrático Social PDS                   | 1° de janeiro de 1983   | 31 de dezembro de 1986 | Prefeito eleito por voto direto Quinto mandato    |
| 29  | Antônio Souza Andrade         |        | Partido Democrático Social PDS                   | 1° de janeiro de 1987   | 31 de dezembro de 1992 | Prefeito eleito por voto direto Segundo mandato   |
| 30  | Ademário Villas-Boas          |        | Partido Democrático Social PDS                   | 1° de janeiro de 1993   | 31 de dezembro de 1996 | Prefeito eleito por voto direto Sexto mandato     |
| 31  | Antônio Souza Andrade         |        | Partido Progressista Brasileiro PPB              | 1° de janeiro de 1997   | 31 de dezembro de 2000 | Prefeito eleito por voto direto Terceiro mandato  |
| 32  | Reinaldo Andrade Sandes       |        | Partido da Frente Liberal PFL                    | 1° de janeiro de 2001   | 31 de dezembro de 2004 | Prefeito eleito por voto direto Primeiro mandato  |
| 33  | Reinaldo Andrade Sandes       |        | Partido da Frente Liberal PFL                    | 1° de janeiro de 2005   | 31 de dezembro de 2008 | Prefeito reeleito por voto direto Segundo mandato |
| 34  | Manoel Alves Bonfim           |        | Partido do Movimento Democrático Brasileiro PMDB | 1° de janeiro de 2009   | 31 de dezembro de 2012 | Prefeito eleito por voto direto Primeiro mandato  |
| 35  | Manoel Alves Bonfim           |        | Partido Democrático Trabalhista PDT              | 1° de janeiro de 2013   | 31 de dezembro de 2016 | Prefeito reeleito por voto direto Segundo mandato |
| 36  | José Renato Curvelo de Araújo |        | Partido Progressista PP                          | 1° de janeiro de 2017   | 31 de dezembro de 2020 | Prefeito eleito por voto direto                   |
| 37  | Valdelino de Jesus Santos     |        | Partido da Social Democracia Brasileira PSDB     | 1° de janeiro de 2021   | 31 de dezembro de 2024 | Prefeito eleito por voto direto                   |
| 38  | Valdelino de Jesus Santos     |        | Partido da Social Democracia Brasileira PSDB     | 1° de janeiro de 2025   | Atualidade             | Prefeito reeleito por voto direto                 |